# رزماری آکرمان
رزماری آکرمان (آلمانی: Rosemarie Ackermann؛ زاده ۴ آوریل ۱۹۵۲) یک ورزشکار، و دو و میدانی اهل جمهوری دمکراتیک آلمان است.